# Daydream XI
Daydream XI ist eine brasilianische Power- und Progressive-Metal-Band aus Porto Alegre, die 2005 unter dem Namen Osmium gegründet wurde.

## Geschichte
Die Band wurde im Jahr 2005 unter dem Namen Osmium gegründet, ehe 2008 eine Umbenennung in Daydream XI erfolgte. 2014 wurde der Band durch die Einladung von Mike Portnoy ein Auftritt auf dem Progressive Nation at Sea ermöglicht. Im September des Jahres erschien über Power Prog Records das Debütalbum The Grand Disguise, das von Jens Bogren produziert worden war. Das zweite Album schloss sich 2017 unter dem Namen The Circus of the Tattered and Torn über Sensory Records an. Im September desselben Jahres nahm die Gruppe am ProgPower USA teil. In ihrer Karriere hat die Band bisher unter anderem zusammen mit Angra, Symphony X und Paul Di’Anno gespielt.

## Stil
Alex Melzer von metal-observer.com schrieb in seiner Rezension zu The Grand Disguise, dass hierauf progressiver Power Metal zu hören ist, der sehr abwechslungsreich sei. Besonders charakteristisch in den Songs sei der Gesang und die häufigen Tempowechsel. Gelegentlich erinnere die Gruppe auch an Angel Dust. Das Titellied des Albums steche besonders durch seine Überlänge von über 23 Minuten heraus. Mike Borrink vom Rock Hard bezeichnete The Circus of the Tattered and Torn auch als eine Mischung aus Power- und Progressive-Metal, die technisch anspruchsvoll sei. Zudem gebe es „rasante Instrumental-Abfahrten, den einen oder anderen entspannten Akustik-Moment, fette Chöre und mit Tiago Masseti einen absolut durchsetzungsfähigen Sänger“.

## Diskografie
- 2009: Humanity's Prologue (EP, Eigenveröffentlichung)
- 2010: The Guts of Hell (Single, Eigenveröffentlichung)
- 2014: The Grand Disguise (Album, Power Prog Records)
- 2017: The Circus of the Tattered and Torn (Album, Sensory Records)